# Alex continuaria
Alex continuaria là một loài bướm đêm trong họ Geometridae.